# Скляров, Николай Митрофанович
Николай Митрофанович Скля́ров (1907—2005) — учёный в области материаловедения, лауреат Сталинской премии второй степени и Ленинской премии.

## Биография
Родился 6 (19 сентября) 1907 года в Старобельске (ныне Луганская область, Украина). Отец — преподаватель словесности в женской гимназии. Окончил Старобельский профтехникум, затем — МВТУ имени Н. Э. Баумана в 1931 году.
С 1931 по 1934 год работал инженером Техотдела Экономического управления (ЭКУ) ОГПУ (под началом А. Г. Горянова-Горного). В 1934—1957 годах работал в ВИАМ старшим инженером, в 1953—1988 годах — начальник лаборатории прочности, в 1957—1998 годах занимал должность заместителя директора по науке и одновременно продолжал руководить лабораторией прочности материалов. В 1998—2005 годах являлся советником генерального директора ВИАМ. Доктор технических наук (1950), профессор (1951)
Умер 16 апреля 2005 года в Москве после тяжёлой болезни. Похоронен на Введенском кладбище (23 уч.).

## Вклад в науку
Занимался материаловедческими вопросами бронирования летательных аппаратов.
Совместно с С. Т. Кишкиным предложил новый метод получения мартенсита из аустенита, также ими были разработаны состав стали и методы бронирования самолётов ИЛ-2.
В предвоенные годы важным вкладом в области защиты самолетов явилось создание Н. М. Скляровым и С. Т. Кишкиным гомогенной стальной брони АБ-1, сочетавшей высокую стойкость против пуль стрелкового оружия калибров 7,62-7,92 мм с высокой технологичностью. Закалка на воздухе и под штампом позволяла изготовлять детали двойной кривизны, сложных аэродинамических контуров. Используя защитные и технологические свойства брони АБ-1, Ильюшин создал штурмовик Ил-2 с цельно броневым фюзеляжем — «летающий танк», обеспечив практически полную его неуязвимость от огня стрелкового оружия того времени и в значительной степени от малокалиберных снарядов осколочного действия.
Автор многочисленных работ по исследованиям прочности и надёжности материалов в экстремальных условиях. Большой вклад внёс в теорию горения титановых сплавов и создание пожаробезопасных титановых сплавов.
Автор более 200 научных трудов.

## Адреса в Москве
- 1930-е по 1954 г. Малый Кисловский переулок, дом 9, стр. 1
- 1954 по 1990 г. пл. Восстания, дом 1, кв. 396
- 1990 по 2005 г. Марксистская ул., дом 38.

## Награды и премии
- заслуженный деятель науки и техники РСФСР (1957)
- орден Ленина (16 сентября 1945)
- три ордена Трудового Красного Знамени (1957; 1963; 24 марта 1983)
- медали[4]
- Ленинская премия (1988[4])
- Сталинская премия II степени (10 апреля 1942) — за создание авиационной брони
- премия Правительства Российской Федерации (2001)
- Премия ЦК ВЛКСМ (1940)
- Почётный авиастроитель (1982)
- медаль «Звезда Циолковского» (2004)